# Scrigno di Gioie
NGC 4755 (noto anche come Scrigno di Gioie o con la sigla C 94) è un famoso ammasso aperto posto entro i limiti della piccola ma luminosissima costellazione della Croce del Sud; è visibile anche ad occhio nudo ed è uno degli ammassi aperti più conosciuti dell'emisfero australe.

## Osservazione

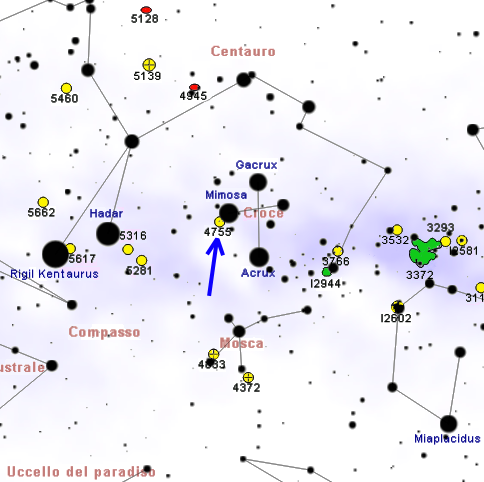
Mappa per individuare NGC 4755.

È individuabile senza nessuna difficoltà, meno di un grado a sud-est di Mimosa, la stella β Crucis, proprio a nord della nebulosa oscura Sacco di Carbone. È visibile anche ad occhio nudo e con l'aiuto di un binocolo 8x40 o 10x50 già si nota la sua caratteristica più evidente, e cioè il forte contrasto tra il colore rosso di una delle sue stelle principali (che per altro sarebbe estranea all'ammasso, e vi apparirebbe sovrapposta solo per un effetto ottico), e quello dominante dell'ammasso, che è invece composto da stelle bianche e azzurre; proprio questo contrasto di colori, che fa pensare ad un insieme di gioielli multicolori, è all'origine del nome proprio di NGC 4755, Scrigno di Gioie. Un piccolo telescopio rifrattore è già sufficiente per risolverlo completamente in stelle.
La sua declinazione è fortemente australe e fa sì che quest'ammasso non sia osservabile da molte delle regioni abitate dell'emisfero boreale, come l'Europa e quasi tutto il Nordamerica; da alcune regioni abitate dell'emisfero australe, al contrario, si presenta circumpolare, come dalle grandi città di Sydney e Melbourne in Australia e da Città del Capo in Sudafrica. Il periodo migliore per la sua osservazione nel cielo serale è quello compreso fra febbraio e agosto.

## Storia delle osservazioni
Quest'oggetto non deve essere sfuggito a qualche attento osservatore dell'età antica, dato che a causa della precessione degli equinozi la Croce del Sud era visibile alle latitudini mediterranee. La lettera κ Crucis è stata dapprima utilizzata per indicare questo stesso ammasso, dato che veniva scambiato per una stella; ora invece è assegnata a una delle stelle più brillanti dell'ammasso, che comunque è troppo debole per essere osservabile ad occhio nudo, essendo di magnitudine 7,2. L'ammasso fu riconosciuto come tale e descritto per la prima volta in epoca moderna dall'abate Nicolas Louis de Lacaille durante in suo soggiorno in Sudafrica nel 1752, che lo indicò come un ammasso di stelle "nebuloso", poiché non era riuscito a risolverlo completamente. James Dunlop lo riosservò in seguito, indicando che possedeva una forma vagamente rettangolare.

## Caratteristiche

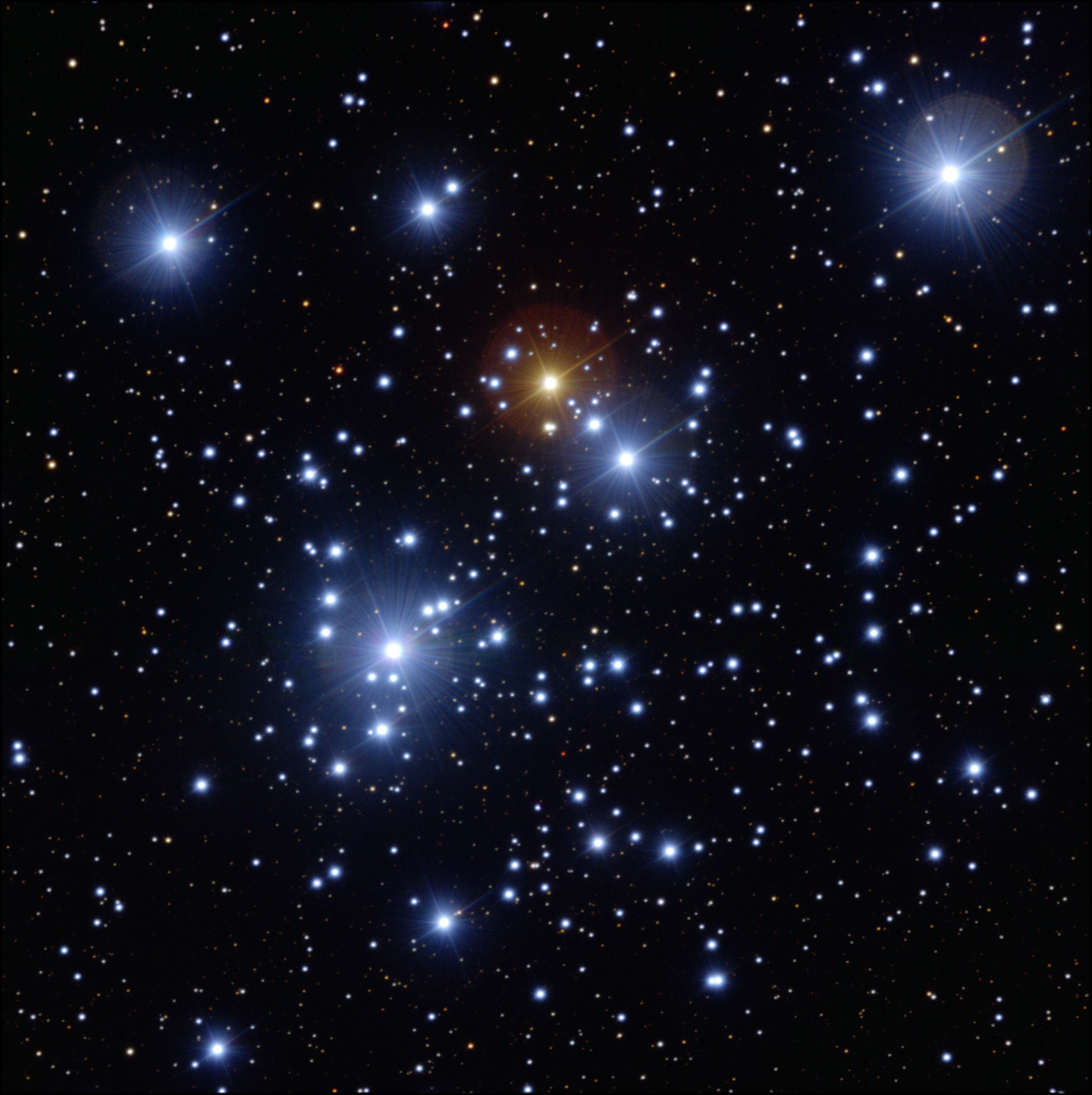
NGC 4755 ripreso nel 2009 dal VLT

L'ammasso contiene circa 280 stelle concentrate entro un diametro di appena 10', che alla distanza comunemente accettata di 1976 parsec (6440 anni luce) dal Sole equivalgono a circa 14 anni luce; la sua distanza è rivelatrice della sua posizione in un braccio di spirale galattico diverso dal nostro, ossia quello del Sagittario, più interno. La sua età è stimata sui 10 milioni di anni, ossia coetaneo di altri ammassi ben conosciuti, come l'Ammasso Doppio di Perseo e NGC 2362, l'ammasso di τ Canis Majoris; inoltre appare oscurato dalle polveri oscure interstellari, pure in maniera irregolare: la media dell'assorbimento della luce dell'ammasso sulla nostra linea di vista è di 0,4 magnitudini, ossia il 30% della sua luce viene oscurata. Al suo interno sono note nove variabili Beta Cephei.

### Libri
- (EN) Stephen James O'Meara, Deep Sky Companions: The Caldwell Objects, Cambridge University Press, 2003, ISBN 0-521-55332-6.

### Carte celesti
- Tirion, Rappaport, Lovi, Uranometria 2000.0 - Volume II - The Southern Hemisphere to +6°, Richmond, Virginia, USA, Willmann-Bell, inc., 1987, ISBN 0-943396-15-8.
- Tirion, Sinnott, Sky Atlas 2000.0 - Second Edition, Cambridge, USA, Cambridge University Press, 1998, ISBN 0-933346-90-5.
- Tirion, The Cambridge Star Atlas 2000.0, 3ª ed., Cambridge, USA, Cambridge University Press, 2001, ISBN 0-521-80084-6.